# Långevatten (Angereds socken, Västergötland)
Långevatten är en sjö i Göteborgs kommun i Västergötland och ingår i Göta älvs huvudavrinningsområde. Långevatten ligger i Vättlefjäll Natura 2000-område.